# Zhuhai Open
Lo Zhuhai Open è un torneo professionistico di tennis che si disputa a Zhuhai, in Cina. Inaugurato nel 2015 come torneo femminile nell'ambito del circuito ITF, l'anno successivo si è tenuto per la prima volta il torneo maschile, parte dell'ATP Challenger Tour. Si gioca sui campi in cemento dell'Hengqin International Tennis Center.
Il moderno impianto fu ultimato nel settembre 2015 e venne costruito per ospitare il prestigioso torneo femminile WTA Elite Trophy, che si tenne in novembre. L'Hengqin International Tennis Center venne inaugurato a fine settembre del 2015 con la prima edizione dello Zhuhai ITF Women's Pro Circuit; l'anno successivo vi fu l'aggiunta del torneo Challenger maschile e il torneo prese il nome Zhuhai Challenger, per diventare Zhuhai Open con l'edizione del 2017.

## Albo d'oro

### Singolare maschile
| Anno       | Campione            | Finalista          | Punteggio        |
| ---------- | ------------------- | ------------------ | ---------------- |
| 2024       | Non disputato       | Non disputato      | Non disputato    |
| 2023       | Arthur Weber        | Jason Jung         | 6–3, 5–7, 6–3    |
| 2022- 2020 | Cancellato          | Cancellato         | Cancellato       |
| 2019       | Enrique López Pérez | Evgenij Karlovskij | 6–1, 6–4         |
| 2018       | Alex Bolt           | Hubert Hurkacz     | 5–7, 7–6(4), 6–2 |
| 2017       | Evgenij Donskoj     | Thomas Fabbiano    | 6–3, 6–4         |
| 2016       | Thomas Fabbiano     | Zhang Ze           | 5–7, 6–1, 6–3    |

### Singolare femminile
| Anno | Campionessa      | Finalista     | Punteggio        |
| ---- | ---------------- | ------------- | ---------------- |
| 2018 | Maryna Zanevska  | Marta Kostyuk | 6–2, 6–4         |
| 2017 | Denisa Allertová | Zheng Saisai  | 6–3, 2–6, 6–4    |
| 2016 | Olga Govortsova  | İpek Soylu    | 6–1, 6–2         |
| 2015 | Chang Kai-chen   | Zhang Yuxuan  | 4–6, 6–1, 7–6(0) |

### Doppio maschile
| Anno       | Campioni                      | Finalisti                      | Punteggio        |
| ---------- | ----------------------------- | ------------------------------ | ---------------- |
| 2024       | Non disputato                 | Non disputato                  | Non disputato    |
| 2023       | Luca Castelnuovo Filip Peliwo | Li Hanwen Li Zhe               | 7–5, 7–6(4)      |
| 2022- 2020 | Cancellato                    | Cancellato                     | Cancellato       |
| 2019       | Gong Maoxin (3) Zhang Ze (2)  | Max Purcell Luke Saville       | 6–4, 6–4         |
| 2018       | Denys Molčanov Igor Zelenay   | Aljaksandr Bury Peng Hsien-yin | 7–5, 7–6(4)      |
| 2017       | Gong Maoxin (2) Zhang Ze (1)  | Ruan Roelofse Yi Chu-huan      | 6–3, 7–6(4)      |
| 2016       | Gong Maoxin (1) Yi Chu-huan   | Hsieh Cheng-peng Wu Di         | 2–6, 6–1, [10–5] |

### Doppio femminile
| Anno | Campionesse                          | Finaliste                            | Punteggio        |
| ---- | ------------------------------------ | ------------------------------------ | ---------------- |
| 2018 | Anna Blinkova Lesley Kerkhove (2)    | Nao Hibino Danka Kovinić             | 7–5, 6–4         |
| 2017 | Lesley Kerkhove (1) Lidziya Marozava | Lyudmyla Kichenok Nadiia Kichenok    | 6–4, 6–2         |
| 2016 | Ankita Raina Emily Webley-Smith      | Guo Hanyu Jiang Xinyu                | 6–4, 6–4         |
| 2015 | Xu Shilin You Xiaodi                 | Irina Khromacheva Emily Webley-Smith | 3–6, 6–2, [10–4] |